# باقر العصفور
باقر العصفور (ولد في 1991 في المنامة، البحرين) لاعب كرة قدم بحريني يجيد اللعب في مركز الجناح وبدرجة أقل المهاجم. يلعب حاليا لصالح الأهلي الذي ينافس في الدوري البحريني الممتاز منذ 2018.